# B層
B層（ビーそう）とは、郵政民営化の広報企画に際して小泉政権の主な支持基盤として想定された、「具体的なことはよくわからないが小泉純一郎のキャラクターを支持する層」と定義されている。

## 由来
2005年、小泉内閣の進める郵政民営化政策に関する宣伝企画の立案を自民党から受注した広告会社・有限会社スリードが、小泉政権の主な支持基盤として想定した概念である。
スリードの企画書では国民を「構造改革に肯定的か否か」を横軸、「IQ軸（EQ、ITQを含む独自の概念とされる）」を縦軸として分類し、「IQ」が比較的低くかつ構造改革に中立ないし肯定的な層を「B層」とした。B層には、「主婦と子供を中心とした層、シルバー層」を含み、「具体的なことはわからないが、小泉総理のキャラクターを支持する層、内閣閣僚を何となく支持する層」を指すとされる。
上記の企画書がネット等を通じて公に流布されたため、資料中に使用された「IQ」という知能指数を示す語や露骨なマーケティング戦略が物議を醸すところとなり、国会でも取り上げられた（後述）。

## 階層分類
スリード社等は、国民を以下の4層に分類している。
A層
エコノミストを始めとして、基本的に民営化の必要性は感じているが、これまで、特に道路公団民営化の結末からの類推上、結果について悲観的な観測を持っており、批判的立場を形成している。「IQ」が比較的高く、構造改革に肯定的。構成者は財界勝ち組企業、大学教授、マスメディア（テレビ）、都市部ホワイトカラーなど。
B層
郵政の現状サービスへの満足度が極めて高いため、道路などへの公共事業批判ほどたやすく支持は得られない。郵政民営化への支持を取り付けるために、より深いレベルでの合意形成が不可欠。マスコミ報道に流されやすく主婦と子供を中心とした層、シルバー層などが中心。「IQ」が比較的低い、構造改革に中立的ないし肯定的。具体的なことは分からないが小泉総理のキャラクター・内閣閣僚を支持する。
C層
構造改革抵抗守旧派。「IQ」が比較的高く、構造改革に否定的。構成者についてはこれ以上の分析はない。
D層
「IQ」が比較的低く、構造改革に否定的。構成者は既に失業などの痛みにより、構造改革に恐怖を覚えている層。実際の図には、A層～C層と違い、階層の名称は記載されていないが、便宜上「D層」と表記されることが多い。

## PR提言
郵政民営化の広報にあたっては、小泉政権の主な支持基盤とされる「B層」に絞ってPRを展開すべきとし、ネガティブな表現を極力避けたうえで、「B層」に伝わりやすい新聞折込みフライヤー（チラシ、ビラ）やテレビ・ラジオの広報番組を利用し、民営化の必要性を徹底的に「ラーニング」させるように、また、「A層はB層に強い影響力を持つ」として、「A層」向けに数万人規模のイベントを開催し、間接的に「B層」にも影響を与えるようにと提言した。
「C層」及び「IQが比較的低く、構造改革に否定的」な層についてはPRの対象外としている。

## 批判と反論
2005年6月29日の郵政民営化特別委員会で、共産党の佐々木憲昭は、スリード社の企画書の概略を述べ、「重大なのは、この階層はIQがロー、つまり低い層とされている。（中略）つまり知能指数のことであります。（中略）EQとは何かというと、教育指数です、エデュケーションクオーシェント。ITQとはITクオーシェント、つまりIT指数。それが低いから、ウェブではなく折り込みチラシという手段になる、こういうことになるんです。（中略）要するに、小泉内閣を支持しているが、IQが低く、インターネットを使わず、郵便局に満足している、そういう層にターゲットを絞って徹底的に民営化の必要を浸透させよう、上から教育してやろうという考えなんです。竹中大臣（竹中平蔵）に聞きます。これは余りにも国民を愚弄した戦略ではありませんか」と質問した。竹中は「民間の企業の企画書でございますから、私はコメントをする立場にはございません。政府としては、そのような話を政府の中でしたという事実もございません」と答弁した。
スリード社側はこうした批判について、企画書内で分析軸として使用した“IQ”という言葉のみが抽出された一方的な解釈であり、名誉毀損であると再批判した。また、分析は情報戦略において行う通常手法に基づいて行ったものであり、指摘されるような差別的な意図は全く無く、また問題となった企画書はあくまで「会議用資料であり、内容の是非は、そこで行われた弊社の説明を含めて語られるべき」と反論したうえで、「内部資料とはいえ、こうした誤解を誘発する表現を行った」ことに対して謝罪した。
また、このことで、一部で偽文書説が出されていた上記企画書について、本物であることが確認された。